# 努特河
努特河是德國的河流，位於勃蘭登堡州，屬於哈弗爾河的左支流，河道全長65公里，發源自下格爾斯多夫附近，流經于特博格、盧肯瓦爾德和特雷賓，河口處在波茨坦。

## 名称
努特河的德文名称“Nuthe”可能来源于古日耳曼语，意为“沟渠”或“谷地”。在中古高地德语中，“nuot”一词意为“裂缝”或“沟槽”。另一种解释认为努特河名称来源于古日耳曼语中的“Nuth/Noth”（意为“苦难”），因努特河曾多次发生洪灾，给沿岸带来深重苦难而得名。努特河上游在历史上被叫做“Aa”或者“Aarbach”。1814年，努特河上游被叫做“A”“Ahe”或“Agerbach”。